# Fustage
 Der er for få eller ingen kildehenvisninger i denne artikel, hvilket er et problem. Du kan hjælpe ved at angive troværdige kilder til de påstande, som fremføres i artiklen.

En fustage er en lille tønde lavet af træ eller metal der bruges til transport og opbevaring af væsker, smør, krudt, sæbe, østers og andet.

## Drikkevarer
En fustage til drikkevarer er fremstillet i rustfrit stål, aluminium eller plastik, der tillader transport og opbevaring af samme i et sterilt miljø. Fustager produceres oftest i standardiserede stabelbar størrelser: 20, 25, 30, 40 og 50 L.
En drikkevarefustage har en ventil i toppen, der tillader tilslutning af en kobling. Ventilen er tilsluttet et rør, der løber til bunden af fustagen. Ventil og rør kaldes samlet for en anstikker. Ventilen tillader at der presses gas (typisk kuldioxid eller nitrogen) ind i fustagen, til at presse væsken ud af fustagen. Forskellen mellem fustager og traditionelle øltønder er, at øltønder har to eller tre åbninger og ingen indvendig teknik (anstikker).

### Aftapning af drikkevare
Der er to forskellige typer aftapningsudstyr: 
- Festpumper fungerer som en luftpumpe, der presser almindelig atmosfærisk luft ned i beholderen - luft som indeholder bakterier og ilt. Bakterierne vil over tid nedbryde sukkerstoffet i drikkevaren og ødelægge drikken. I tilfælde af at fustagen indeholder øl, vil ilten oxidere øllet, samt tillade at kuldioxiden undslipper. Dette giver øllet en flad og kedelig smag. Fustager, som udstyres med festpumper, vil normalt også blive opbevaret ved normal stuetemperatur og skal typisk anvendes indenfor 18-24 timer, ellers kan indholdet blive ødelagt.
- Gaspumper anvender normalt CO2, mens nogle øl kræver andre gasarter: (Guinness kræver 25% CO2 og 75% nitrogen).  Ved at benytte en gas med det rette tryk, opretholdes en ligevægt i den omgivende atmosfære samt i øllet, så øllet ikke afgasses. Med den rigtige køling, vil en tilsluttet fustage kunne holde øllet serveringsklar i op til 3 uger.